# Марко Поло (броненосен крайцер)
Марко Поло (на италиански: Marco Polo) е първият броненосен крайцер на Италианският кралски флот. Построен е в единствен екземпляр в края на XIX век. Проектът претърпява развитие в броненосните крайцери „Виттор Пизани“.

## Проектиране и построяване
В края на XIX век всички страни от средиземноморието започват да създават съвременен военноморски флот. Поначало главният акцент е строителството на ескадрени броненосци. През 1890-та година, по проект на инженера Карло Виня, „Марко Поло“ е заложен за Кралските военноморски сили на Италия (на италиански: Regia Marina) като модифицирана версия на крайцерите от типа „Етна“, но по време на строежа проектът е преработен и „Марко Поло“ се превръща в първия броненосен крайцер на Италия.

## Конструкция
Предназначен за действия в ограниченото пространство на Средиземно море, този кораб, по отбранителните си и настъпателни свойства отстъпва на еднотипните чуждестранни крайцери: дебелината на неговият брониран пояс съставлява 100 мм по сравнение със 152-203-мм, а калибърът на главната артилерия е 152 мм по сравнение с 203-254-мм. Но за сметка на това водоизместимостта на италианския кораб е почти двойно по-малка, отколкото на неговите съвременници, – едва 4583 т.